# Transglutaminasa prostática
La transglutaminasa prostática (también llamada TGASE–4 o Transglutaminasa-P) humana fue descubierta por un equipo liderado por Grant y Taylor mediante el uso de la técnica de secuenciación de un fragmento de ADN complementario de una célula del tejido prostático en el año 1994. Aun así, la primera TGASE-4 fue hallada dos años antes en una rata.
Ambas transglutaminasas comparten el 50 % de su secuencia de aminoácidos.
La TGASE-4 es una de las 9 enzimas transglutaminasas (transferasas) que se conocen hoy en día y, a diferencia de otras transglutaminasas más comunes, se encuentra casi exclusivamente en la glándula de la próstata.
Forma parte del subgrupo de enzimas que catalizan modificaciones post-translacionales calcio-dependientes de proteínas (cambios en la proteína que provocan su activación y le permiten ejecutar sus funciones, como la creación de puentes disulfuro o modificaciones covalentes).
Esta proteína es codificada por el gen TGM4, situado en el cromosoma 3p21.33p-22, en el cual, curiosamente, no se encuentra ningún otro gen codificante de una transglutaminasa.
Numerosos estudios científicos relacionan esta proteína con la proliferación de células cancerosas en la glándula de la próstata. Además se le atribuyen funciones biológicas relacionadas con la reproducción sexual de los roedores.

## Bioquímica y características

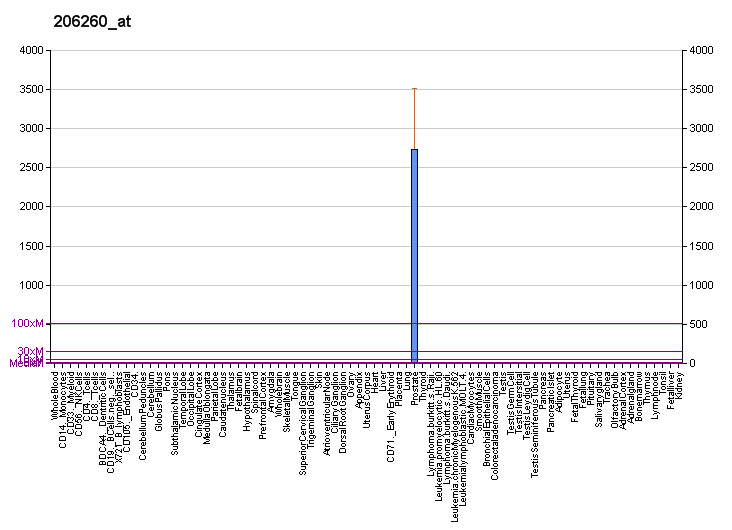
Patrón de expresión del gen TGM4

Se ha descubierto que la TGASE-4 humana tiene una longitud total de 679 aminoácidos y está codificada por un marco de lectura abierto de 2037 nucleótidos.
Su secuencia presenta aproximadamente una semejanza de un 42% con la TGASE-2 y el Factor-XIII y es casi un 50% idéntica a su homóloga presente en las ratas. El gen que codifica esta proteína, que recibe el nombre de TGM4, fue identificado con éxito en 1995 y se localiza en el cromosoma 3p21.33-p22. El gen en cuestión presenta una longitud de 35 kb y posee 13 exones y 12 intrones. En estudios recientes se ha comprobado que la TGASE-4 se expresa exclusivamente en la próstata, aunque no de forma equitativa: en una misma glándula se pueden encontrar grandes áreas carentes de células que la posean. Esta proteína no se expresa en las vesículas seminales ni en el epidídimo.

## Relación con otros complejos moleculares
Se ha observado que la TGASE-4 puede interactuar con el gen asociado a la diferenciación del melanoma (MDA por sus siglas en inglés: Melanoma differentiation-associated gene)-7 o IL-24, su símbolo de gen aprobado. Fue demostrado que la TGASE-4 es capaz de actuar como antagonista de la acción antitumoral de la MDA-7 en células cancerosas presentes en la próstata.
La TGASE-4 es también capaz de interactuar con una pequeña proteína receptora, RON, a la que es capaz de acoplarse. La acción conjunta de ambas proteínas es capaz de afectar la acción inducida de la HGF-L (conocida también como proteína estimulante de los macrófagos o MSP por sus siglas en inglés: macrophage stimulating protein) en células cancerosas de la próstata; cuando las célula expresan TGASE-4 y RON reaccionan activamente a la HGF-L, contrario a lo que ocurre cuando no expresan TGASE-4.
La TGASE-4 presenta además una relación de causalidad con la psoriasina, un miembro de la familia de proteínas S100 (un conjunto de proteínas de señalización responsivas al calcio). Este hecho invita a pensar en su posible vinculación con el cáncer de próstata.

## Función
A pesar de que las funciones de las transglutaminasas prostáticas no están del todo definidas, se han formulado diversas hipótesis al respecto.
A partir de diversos estudios de próstatas de rata se pudo observar que la proteína dorsal-1 era capaz de causar la coagulación del semen, de suprimir la inmunogenicidad de los espermatozoides y su maduración.
Las TGASE–4 participan en la formación del tapón de apareamiento en el tracto vaginal después del coito y proporciona un enmascaramiento de la antigenicidad de los gametos masculinos. De esta manera, anula la posible respuesta inmune que se puede desarrollar en el tracto de los genitales femeninos en contra de los espermatozoides.

## Rol en la medicina
Año tras año, la transglutaminasa prostática ha ido suscitando interés en el ámbito de la Medicina por su curiosa expresión en los tejidos prostáticos afectados por el cáncer de próstata.
Recientemente se han llevado a cabo estudios con que se ha visto que esta molécula tiene un impacto en el crecimiento celular del cáncer de próstata, así como en su migración y en su invasividad.
La transglutaminasa prostática interacciona con numerosos tejidos, de esta manera, puede servir como posible biomarcador para discriminar entre un cáncer agresivo y uno no agresivo. Así mismo, también es útil como factor terapéutico.
El hecho que la transglutaminasa prostática sea una proteína regulada por las hormonas sexuales masculinas (andrógenos), nos permite tener una cierta seguridad para establecer una relación entre la transglutaminasa prostática y la próstata. A partir de esta relación, se piensa que en las células del cáncer de próstata la expresión de la transglutaminasa prostática también está regulada por los andrógenos.
A día de hoy, a pesar de que la relación entre la transglutaminasa prostática y el cáncer de próstata suscite un gran interés en el campo de la investigación médica, es una relación ambigua de la que se tiene poca literatura científica.
Esta relación entre las hormonas sexuales masculinas y la TGASE–4 no ha sido probada en humanos. Los estudios sobre dicha relación han sido mayoritariamente sobre ratas.
A partir de aquí, haría falta saber si realmente esta relación entre los andrógenos y la TGASE–4 es extrapolable sobre células cancerosas humanas en un caso de cáncer de próstata.

## Estudios científicos
Se han llevado a cabo algunos estudios para demostrar o refutar la relación entre la TGASE–4 y el cáncer de próstata.
En el artículo Using a limited number of tissues, An et al., los autores observaron una reducción en el número de casos positivos en los tejidos de tumor de próstata y en particular en tejidos de la próstata con una puntuación de Gleason más alta (4/5). El estudio indica, además, que los tumores metastáticos de cáncer de próstata tienen un bajo grado de expresión TGASE-4. Además, utilizando un método no cuantitativo se indicó que el patrón de expresión de la TGASE-4 en el cáncer de próstata era diferente de la de TGASE-2.
Como el estudio utilizó un método cualitativo, no se mostró ningún cambio significativo respecto la expresión de la TGASE-2 entre tejidos normales de la próstata y los tejidos primarios y metastásicos de cáncer de próstata.
A partir del estudio surgen dos cuestiones debido a que la naturaleza de los tumores metastásicos utilizados no estaba clara y a la carencia de suficiente control. Está claro que la proporción de células de cáncer de próstata en los tumores metastásicos tiene un impacto directo en la señal de la TGASE–4 pero aun así los dos puntos mencionados muestran que la naturaleza y el patrón de expresión de la TGASE–4 en la próstata sigue siendo poco claro.
Recientemente se ha demostrado que el nivel de expresión de la TGASE–4 en los tumores de próstata humanos parece ser mayor que en los tejidos normales y en los tumores que presentan una puntuación de Gleason alta ( > 7 ). Gracias al uso de técnicas como el PCR en tiempo real y el análisis de la secuencia de nucleótidos, se han descrito variantes de corte alternativos de TGASE–4 [ 23 ]: TGASE–4- L, - M1, M2 - y-S.
A partir del patrón de expresión, se encontró que las variantes de M y S estaban presentes en todos los tejidos del ensayo entre los que se encontraban 80 tejidos benignos y 48 malignos. Sin embargo, parece que la variante L se expresa en una mayor proporción en tejidos benignos (56 % ) que en los malignos de próstata ( 15 % ).